# تپه باقرآباد شمالی
تپه باقرآباد شمالی مربوط به دوران‌های تاریخی پس از اسلام است و در شهرستان علی‌آباد، بخش کمالان، روستای باقرآباد واقع شده و این اثر در تاریخ ۱۰ بهمن ۱۳۸۳ با شمارهٔ ثبت ۱۱۲۹۸ به‌عنوان یکی از آثار ملی ایران به ثبت رسیده است.